# Semiothisa heliothidata
Semiothisa heliothidata là một loài bướm đêm trong họ Geometridae.